# Okręg wyborczy Birmingham Central
Okręg wyborczy Birmingham Central powstał w 1885 r. i wysyłał do brytyjskiej Izby Gmin jednego deputowanego. Okręg obejmował centrum miasta Birmingham. Został zlikwidowany w 1918 r.

## Deputowani do brytyjskiej Izby Gmin z okręgu Birmingham Central
- 1885–1889: John Bright, Partia Liberalna, od 1886 Partia Liberalno-Unionistyczna
- 1889–1895: John Albert Bright, Partia Liberalno-Unionistyczna
- 1895–1918: Edward Ebenezer Parkes, Partia Liberalno-Unionistyczna, od 1912 Partia Konserwatywna